# Municipio de Delaware (condado de Wyandotte)
El municipio de Delaware (en inglés: Delaware Township) es un municipio ubicado en el condado de Wyandotte en el estado estadounidense de Kansas. En el año 2010 tenía una población de 31 habitantes y una densidad poblacional de 4,29 personas por km².

## Geografía
El municipio de Delaware se encuentra ubicado en las coordenadas 39°0′45″N 94°54′3″O / 39.01250, -94.90083. Según la Oficina del Censo de los Estados Unidos, el municipio tiene una superficie total de 7.22 km², de la cual 6,29 km² corresponden a tierra firme y (12,88 %) 0,93 km² es agua.

## Demografía
Según el censo de 2010, había 31 personas residiendo en el municipio de Delaware. La densidad de población era de 4,29 hab./km². De los 31 habitantes, el municipio de Delaware estaba compuesto por el 100 % blancos. Del total de la población el 0 % eran hispanos o latinos de cualquier raza.